# 1,2,3-Trichlorpropan
1,2,3-Trichlorpropan ist eine chemische Verbindung aus der Gruppe der gesättigten chlorierten Kohlenwasserstoffe. Sie liegt in Form einer schwer entzündlichen Flüssigkeit vor. Es ist isomer zu 1,1,2-Trichlorpropan.

## Gewinnung und Darstellung
1,2,3-Trichlorpropan wird durch Chlorierung von Propen gewonnen, kommt jedoch auch als Beiprodukt bei der Synthese von anderen chlorierten Verbindungen (z. B. Epichlorhydrin) vor. Im Jahr 2000 wurden in den USA etwa 9000–14.000 Tonnen, weltweit weniger als 50.000 Tonnen pro Jahr produziert.

## Verwendung
1,2,3-Trichlorpropan wird als Lösungsmittel für Öle, Fette, Wachse und besonders Polymere, sowie als trifunktioneller Vernetzer (z. B. in Polysulfidelastomeren) und zur Heterocyclen-Synthese verwendet.

## Sicherheitshinweise
1,2,3-Trichlorpropan ist als krebserzeugend (Kategorie 1B) als reproduktionstoxisch (Kategorie 1A) und als keimzellmutagen (Kategorie 2), sowie nach Anhang II, Nr. 6 der deutschen Gefahrstoffverordnung (GefStoffV) als besonders gefährlicher krebserzeugender Stoff eingestuft und darf nur in geschlossenen Anlagen hergestellt oder verwendet werden. Es befindet sich auf der Liste der besonders gefährlichen krebserregenden Stoffe im Anhang der Gefahrstoffverordnung.